# 磯部俶
磯部 俶 （いそべ とし、1917年〈大正6年〉7月24日 - 1998年〈平成10年〉11月25日）は、日本の合唱指揮者、作曲家である。東京都大田区大森生まれ。NHK交響楽団で長く首席クラリネット奏者を務めた磯部周平は子息。元学習院長の磯部忠正は兄。

## 経歴
早稲田大学文学部芸術学科を卒業。在学中から平尾貴四男に作曲を学び、15年間早稲田大学グリークラブの専任指揮者を務め、共立女子大学合唱団・いそべとし男声合唱団・フレーベル少年合唱団など、多くの合唱団の指導に当たった。1955年、新しい子供の歌の創作活動「ろばの会」を大中恩、中田喜直らと結成し、数々の賞を受賞した。
後半生は神奈川県藤沢市鵠沼に住み、「湘南コールグリューン」を指導し、福永陽一郎に協力して藤沢市民オペラを発足させるなど、地域文化の向上に努めた。藤沢市立鵠洋小学校をはじめ、いくつかの学校の校歌も作曲している。また、美しい日本語の歌を創り広める活動に参加し、「新なみの会」会長を10年務めた。晩年まで創作意欲は衰えることなく、1998年には室内オペラ『夕立』を作曲した。
1998年11月25日に死去。（81歳没）

## エピソード
- 男声カルテット「ボニージャックス」は、磯部俶が名付け親であり、メンバー4人の結婚式の媒酌人は全員磯部夫妻が務めた。
- 磯部俶作詞・作曲の「遥かな友に」は、1951年、当時すでに早稲田大学グリークラブのOBでありかつ指導者であった磯部が、メンバーと共に神奈川県相模原市の道志川沿いの津久井渓谷の夫婦園で夏合宿をしていた時、なかなか寝ない部員たちを鎮めるために即興でつくったといわれる。
- 1982年、津久井町（現在の相模原市緑区）でボニージャックス公演が開かれたとき、地元に呼びかけ、早稲田大学グリークラブのOBらも協力して、1986年7月13日に「遥かな友に」の詩碑が建てられた。場所は作曲をした夫婦園ではなく、少し離れた「緑の休暇村」である。これを機に津久井町は「合唱の里」宣言を行い、1992年から毎年敬老の日にこの場所で磯部俶記念「遥かな友に」道志川合唱祭が開催されている。

## 受賞・受章歴
- 1958年：第13回文部省芸術祭賞
- 1978年：日本童謡賞
- 1981年：モービル児童文化賞

## 代表作
- 『木せい』（女声、詞：北原白秋）1941年
- 『遥かな友に』（詞：磯部俶）1951年
- 『ふるさと』（男声、詞：室生犀星）1951年
- 『朝の賛歌』（女声、詞：東条豊）1952年
- 『新しいこどものうた』（混声合唱曲集）1961年
- 『かやの実』（男声合唱組曲、詞：島田忠夫）1961年
- 『貝殻』（女声、詞：三好達治）1964年
- 『犀川』（女声、詞：室生犀星）1964年
- 『噴水のある風景』（女声合唱組曲、詞：高田敏子）1964年
- 『おかあさんのばか』（合唱曲集。中田喜直との共働）1965年
- 『郷愁』（詞：丸山薫）1965年
- 『風になりたい』（混声、詞：喜志邦三）1969年
- 『雪』（3声カノン、詞：大和ミエ子）1969年
- 『北への回帰』（混声合唱組曲、詞：小林純一）1972年
- 『子どもと笛』（混声、詞：片山敏彦）
- 『こな雪に寄せるノスタルヂア』（女声、詞：サトウハチロー）
- 『旅の別れ』（女声、詞：小林純一）
- 『つりかわさん』（女声、詞：まど・みちお）
- 『時無草』（女声、詞：室生犀星）
- 『とんびはいつでも』（女声、詞：磯部俶、湯沢淳）
- 『流れる雲に』（混声、詞：磯部俶）
- 『なんなん ななつの』（男声合唱組曲、詞：宮澤章二）1979年
- 『ねんねんねやまの』（女声、詞：野上彰）
- 『パウラ』（詞：いそべかず）1989年
- 『びわ』（女声、詞：まどみちお）
- 『武蔵野を歩く歌』（女声、詞：杉紀彦）
- 『ゆりかごのうた』（女声、詞：松原ふゆ子）
- 『幼年 ～"思い出によせる4章" より』（男声）
- 『緑の雨江の島』（女声、詞：赤城芙士夫）
- 『夕立』（室内オペラ）1998年
- 『一ねんせいくんおとうとくん』（詞：小林純一）

## 著書
- 『遥かな友に わが音楽人生』音楽之友社、1991年6月。ISBN 9784276211018。全国書誌番号:92006830。